# 過海隧道巴士682X線
過海隧道巴士682X線是香港一條已停辦的過海巴士路線，由新巴營辦，由泥涌單向開往柴灣（東），途經落禾沙及烏溪沙站，取道馬鞍山繞道、大老山隧道及東區海底隧道特快往返港島東區。
本線只是營運2年10個月便被取消，打破682D線服務3年的紀錄，成為「營運時期第二短的東隧巴士路線」。

## 歷史
- 2020年2月17日：輔助線682X線開辦，只開平日07:35（往柴灣）及17:44（往泥涌），途經落禾沙及烏溪沙站後直接取道馬鞍山繞道及大老山公路往大老山隧道，回程介乎柴灣道及筲箕灣之間改經東區走廊，健康村後不停站前往耀安[1]。
- 2021年5月10日：因應下午繁忙時間東區海底隧道、觀塘繞道及大老山隧道出現恆常擠塞，682X線下午班次改經中環及灣仔繞道、西區海底隧道及青沙公路前往泥涌，並更改編號為988，所有分站及開車時間不變[2][3]
- 2023年1月3日：682X線停辦，由988線增設上午去程班次取代。[4]

## 服務時間及班次
- 星期一至五：
  - 泥涌開：07:35

逢星期六、日及公眾假期不設服務

## 收費
全程：$24.7
- 大老山隧道收費廣場往柴灣 (東)：$18.8
- 東區海底隧道收費廣場往柴灣（東）：$11.6
- 北角消防局往柴灣（東）：$6.9
- 太安樓往柴灣（東）：$5.5

| - 本線設有12歲以下小童及65歲或以上長者半價優惠。 - 65歲或以上香港居民使用「樂悠咭」，以及12歲以下合資格殘疾兒童使用「殘疾人士身份」個人八達通繳付車資，均可享有每程$2.0或半價（以較低者為準）的票價優惠；12至64歲合資格殘疾人士使用「殘疾人士身份」個人八達通（包括「樂悠咭」），以及60至64歲香港居民使用「樂悠咭」繳付車資，均可享有每程$2.0或全費（以較低者為準）的票價優惠。 - 65歲或以上長者如使用長者或一般個人八達通繳付車資，則只可享有半價優惠；12至64歲合資格殘疾人士如不使用「殘疾人士身份」個人八達通，以及60至64歲人士如不使用「樂悠咭」繳付車資，必須繳付全費。 - 乘客可以現金或八達通於上車時付款，不設找續。 - 每位成人乘客可免費攜帶最多兩名4歲以下而不佔座位的兒童乘客乘車，超額之4歲以下小童必須繳付小童車費乘車。 - 九龍巴士、城巴及龍運巴士全職員工及家屬（不包括外判職員）可免費乘搭本路線，惟必須拍職員或職員家屬八達通。 - 乘客亦可使用AlipayHK「易乘碼」、支付寶、 WeChatHK／微信支付「搭車碼」、銀聯雲閃付「乘車碼」及BOC Pay「乘車碼」、具有感應式支付功能的VISA、Mastercard及銀聯卡，以及Apple Pay、Google Pay及Samsung Pay流動支付平台繳付車資。使用此支付方式的乘客可享有中途下車之分段收費，以及與其他城巴獨營路線或聯營線城巴班次之轉乘優惠，惟不適用於與非城巴路線之轉乘優惠。使用此支付方式的乘客亦不能享有「公共交通費用補貼計劃」及「長者及合資格殘疾人士公共交通票價優惠計劃」。 |

## 用車
和大部份新巴過海線一樣，本線以亞歷山大丹尼士Enviro 500 MMC12米及12.8米（56xx/57xx,61xx/62xx)、富豪B8L 12米（52xx)及亞歷山大丹尼士Enviro 500 12米（55xx）為主力，亞歷山大丹尼士Enviro 500 11.3米（40xx）則間中客串本線。

## 行車路線
經：西沙路、馬鞍山繞道、支路、西沙路、烏溪沙路、耀沙路、烏溪沙路、沙安街、烏溪沙站公共運輸交匯處、沙安街、西沙路、馬鞍山繞道、馬鞍山路、大老山公路、大老山隧道、觀塘繞道、鯉魚門道、東區海底隧道、東區走廊、渣華道、英皇道、筲箕灣道、柴灣道、新業街及安業街。

### 沿線車站
| 泥涌開                  | 泥涌開               | 泥涌開                 |
| 序號                    | 車站名稱             | 位置                   |
| ----------------------- | -------------------- | ---------------------- |
| 1                       | 泥涌                 | 泥涌巴士總站           |
| 2                       | 帝琴灣               | 西沙路                 |
| 3                       | 雲海                 | 耀沙路                 |
| 4                       | 迎海（第四期）       | 烏溪沙路               |
| 5                       | 烏溪沙站             | 烏溪沙站公共運輸交匯處 |
| 馬鞍山繞道； 大老山公路 |                      |                        |
| 6                       | 大老山隧道收費廣場   | 大老山公路             |
| 大老山隧道、觀塘繞道    |                      |                        |
| 7                       | 東區海底隧道收費廣場 | 東區海底隧道           |
| 東區海底隧道；東區走廊  |                      |                        |
| 8                       | 健康村               | 英皇道                 |
| 9                       | 模範邨               | 英皇道                 |
| 10                      | 北角官立小學         | 英皇道                 |
| 11                      | 新威園               | 英皇道                 |
| 12                      | 船塢里               | 英皇道                 |
| 13                      | 太古城中心           | 英皇道                 |
| 14                      | 太安樓               | 筲箕灣道               |
| 15                      | 海晏街               | 筲箕灣道               |
| 16                      | 愛秩序灣道           | 筲箕灣道               |
| 17                      | 南安里               | 筲箕灣道               |
| 18                      | 阿公岩道             | 柴灣道                 |
| 19                      | 鯉魚門公園           | 柴灣道                 |
| 20                      | 大潭道               | 柴灣道                 |
| 21                      | 東區醫院             | 柴灣道                 |
| 22                      | 高威閣               | 柴灣道                 |
| 23                      | 康民街               | 柴灣道                 |
| 24                      | 怡泰街               | 柴灣道                 |
| 25                      | 漁灣邨               | 柴灣道                 |
| 26                      | 常安街               | 柴灣道                 |
| 27                      | 柴灣（東）           | 柴灣（東）巴士總站     |

## 路線紀錄
1. 682X是682線系列首條服務耀沙路和烏溪沙路的分支路線，亦為該處首條由新巴路線及專利過海路線（第二條為回程改經西隧的988）。
2. 682X是首條由烏溪沙路直接前往大老山公路的過海路線。

## 外部連結
- 過海隧道巴士682X線官方網站路線資料（页面存档备份，存于）
- 過海隧道巴士682X線路線資料 （页面存档备份，存于）
- 681巴士總站－682X線 （页面存档备份，存于）
- 香港巴士大典上的相关条目：過海隧巴682X線